# Días y flores
«Días y flores» es el primer álbum oficial del cantautor cubano Silvio Rodríguez.
En España, debido a la dictadura de Francisco Franco hubo que cambiar el nombre del disco por Te doy una canción, ya que se censuraron los temas Santiago de Chile y Días y flores (este último daba el nombre al disco), esas canciones se sustituyeron por Madre y Te doy una canción. Con el final de la dictadura, las dos canciones fueron agregadas de nuevo y las nuevas ediciones en España pasaron a tener trece canciones.
En Chile circula un casete llamado Te doy una canción, que no contiene los temas Santiago de Chile, Playa Girón, Como esperando abril y Pequeña serenata diurna, pero que incluye la versión clásica de Te doy una canción y una versión en vivo de Mariposas. También circula un CD parecido al español, que agrega el tema Madre a continuación de Santiago de Chile, y cambia Días y flores por Te doy una canción.
El disco mantiene parte de las sonoridades del Grupo de Experimentación Sonora del ICAIC, con sus fusiones entre música tradicional cubana con elementos del rock y el jazz.

## Lista de canciones
Todas las canciones escritas y compuestas por Silvio Rodríguez. 
| Lado A |                           |          |  |
| N.º    | Título                    | Duración |  |
| 1.     | «Como esperando abril»    | 3:15     |  |
| 2.     | «Playa Girón»             | 3:24     |  |
| 3.     | «El mayor»                | 3:40     |  |
| 4.     | «La vergüenza»            | 3:15     |  |
| 5.     | «Sueño con serpientes»    | 5:20     |  |
| 6.     | «Pequeña serenata diurna» | 8:32     |  |

| Lado B |                             |          |  |
| N.º    | Título                      | Duración |  |
| 7.     | «Esta canción»              | 3:58     |  |
| 8.     | «Yo digo que las estrellas» | 3:35     |  |
| 9.     | «En el claro de la Luna»    | 4:52     |  |
| 10.    | «Santiago de Chile»         | 4:20     |  |
| 11.    | «Días y flores»             | 3:50     |  |

El orden de las canciones ha sido modificado en algunas versiones posteriores.

## Créditos

### Músicos
- Silvio Rodríguez – Guitarra, Voz
- Emiliano Salvador – Piano
- Frank Fernández – Teclados
- Eduardo Ramos – Bajo
- Pancho Amat – Guitarra, Tres
- Pablo Menéndez – Guitarra, Tres, Guitarra eléctrica
- Daniel Aldama – Percusión
- Ignacio Berroa – Batería, Percusión
- Leoginaldo Pimentel – Batería, Percusión
- Norberto Carrillo – Percusión
- Luis Ballard – Flauta
- Orquesta EGREM – Cuerdas
- Manuel Valera – Saxo soprano en «Pequeña serenata diurna»

### Equipo de producción
- Jerzy Belc – Ingeniero

### Otros
- Grabado en el estudio de grabación de la EGREM (La Habana, Cuba) entre 1974 y 1975.
- Letra y música: Silvio Rodríguez.
- Producción: Frank Fernández
- Arreglos: Frank Fernández, Eduardo Ramos y Silvio Rodríguez